# زدراوکو درمنوف
زدراوکو درمنوف (بلغاری: Здравко Дерменов؛ زادهٔ ۵ سپتامبر ۱۹۹۸) بازیکن فوتبال است.
از باشگاه‌هایی که در آن بازی کرده است می‌توان به باشگاه فوتبال بوتو پلوودیو اشاره کرد.